# PartitionMagic
PartitionMagic est un logiciel propriétaire de partitionnement pour les systèmes d'exploitation Windows.
Développé à l'origine par PowerQuest, il appartient désormais à l'entreprise Symantec (principalement connue pour son antivirus Norton AntiVirus) qui a racheté PowerQuest. Il n'est à présent plus développé.

## Principales fonctionnalités
PartitionMagic permet notamment de :
- créer, formater, supprimer des partitions ;
- les redimensionner, les fusionner et même les diviser ;
- les déplacer, les copier (sur le même disque ou sur un autre disque).

Autres fonctionnalités, réservées aux systèmes de fichiers FAT16, FAT32 et NTFS :
- convertir une partition d'un format à un autre ;
- modifier la taille des clusters.

## Formats reconnus

### Systèmes de fichiers
PartitionMagic peut travailler sur les systèmes de fichiers suivants :
- utilisés par Windows : FAT16, FAT32 et NTFS ;
- utilisés par Linux : ext2 et ext3.

La grande majorité des systèmes de fichiers utilisés actuellement est donc supportée.
Néanmoins, le support des systèmes de fichiers Linux n'étant pas total, il est préférable d'employer pour ceux-ci des outils spécifiques à Linux, tels GNU Parted.

### Types de disques durs
PartitionMagic supporte ces types de disques durs :
- disques durs internes ;
- disques durs externes branchés en USB 1.1 ou 2.0 ;
- disques durs externes branchés en FireWire (toute modification d'une partition impliquant que celle-ci soit verrouillée).

## Limitations

### Taille maximale
La taille maximale des partitions est de 300 Go.

### Incompatibilité avec Windows Vista
La dernière version en date (8.05) est incompatible avec Windows Vista : en effet, tout disque contenant au moins une installation de Windows Vista devient totalement inexploitable avec PartitionMagic, même si ce dernier est exécuté depuis une installation de Windows XP, par exemple. Les partitions de restauration cachées fournies par les fabricants d'ordinateurs peuvent notamment être la cause de cette erreur.
Il semblerait que l'erreur provoquée ("Échec d'Init: Erreur 117. Impossible de reconnaître la lettre d'unité de la partition") provienne d'une incompatibilité de versions entre le système de fichiers de la partition utilisée par Windows Vista et PartitionMagic (v8.05 et antérieures).
Parmi les logiciels capables de pallier cette erreur, on peut citer Partition Suite 10 et GParted.
On peut également pour les tâches simples utiliser l'outil de partitionnement qui est désormais intégré dans Windows Vista.

## Commercialisation
La dernière publication de ce logiciel par PowerQuest est la version 8.01 build 1274 de mars 2003. À titre d'information, on peut citer la version 3.0 de janvier 1997. PowerQuest prêtait une grande attention à cet utilitaire avec une évolutivité soutenue qui contribuait à la notoriété du logiciel. Le nouvel acquéreur Symantec n'en a pas fait de même, ce qui a contraint ce dernier à en abandonner la commercialisation au mois de janvier 2010 sur une version 8.05 qui était proposée aux alentours de 70 euros.
Il est à noter que la version 8.01 est fiable et très plébiscitée dans de nombreux forums. Et bien qu'il existe encore des sites mettant à disposition des versions d'essais de ce logiciel, il convient d'être prudent quant à la manipulation d'un tel outil.